# Arnans
Arnans est une ancienne commune française du département de l'Ain. Le 4 juin 1964, la commune est absorbée par Corveissiat.

## Politique et administration

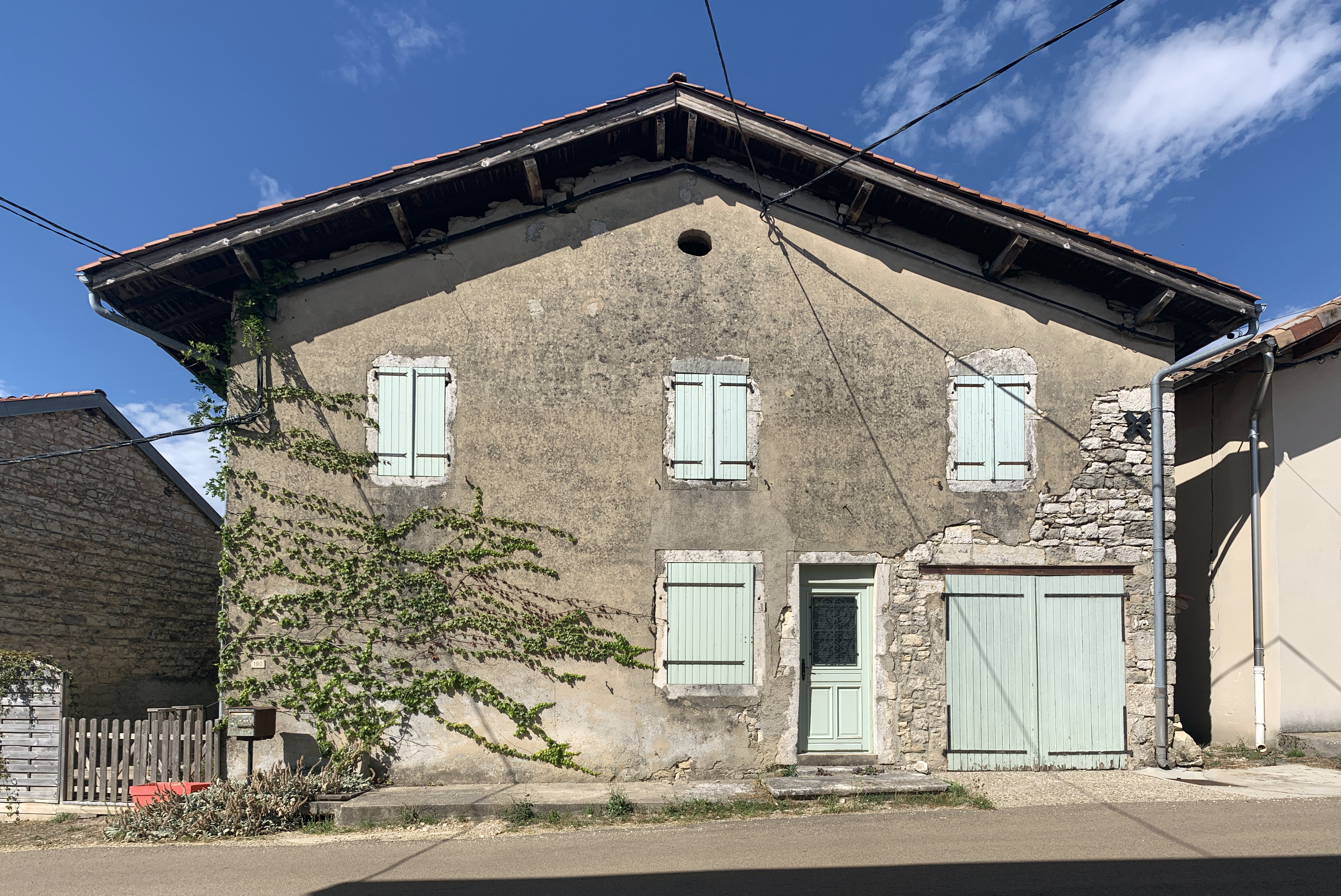
Ancienne mairie.

## Histoire
Paroisse (In villa Amant, Arnanx, Amant, Arnaud, Arnens, Amen) d'abord sous le vocable de saint Nizier puis de sainte Catherine, unie de tout temps à la manse archiépiscopale de Lyon.
Vers l'an 900, un gentilhomme nommé Leutreus et sa femme Leotsende, donnèrent à l'église Saint-Vincent de Mâcon une chapelle dédiée à saint André, avec son cimetière et d'autres fonds situés à Arnans.
Le curé d'Arnans possédait toute la dîme de la paroisse et jouissait en outre d'une petite terre et d'une rente de 18 sous. Il levait de plus une mesure de blé par chaque feu, pour dire la Passion.
Comme fief, Arnans fut inféodé, avec haute, moyenne et basse justice, le 7 juin 1307, par Amédée V, comte de Savoie, à Assailly du Saix, chevalier ; ses descendants le revendirent, au mois de décembre 1648, aux chartreux de Seillon.
Avant la Révolution, Arnans était une communauté du bailliage, élection et subdélégation de Bourg. Elle appartenait au mandement et à la justice d'appel de Treffort.
Le 4 juin 1964, la commune est absorbée par Corveissiat.

## Population et société

### Démographie
| 1793 | 1800 | 1806 | 1821 | 1831 | 1836 | 1841 | 1846 | 1851 |
| ---- | ---- | ---- | ---- | ---- | ---- | ---- | ---- | ---- |
| 491  | 452  | 443  | 337  | 394  | 311  | 387  | 388  | 353  |

| 1856 | 1861 | 1866 | 1872 | 1876 | 1881 | 1886 | 1891 | 1896 |
| ---- | ---- | ---- | ---- | ---- | ---- | ---- | ---- | ---- |
| 344  | 321  | 301  | 293  | 290  | 257  | 249  | 237  | 243  |

| 1901 | 1906 | 1911 | 1921 | 1926 | 1931 | 1936 | 1946 | 1954 |
| ---- | ---- | ---- | ---- | ---- | ---- | ---- | ---- | ---- |
| 225  | 213  | 199  | 173  | 164  | 134  | 125  | 126  | 116  |

| 1962 | - | - | - | - | - | - | - | - |
| ---- | - | - | - | - | - | - | - | - |
| 96   | - | - | - | - | - | - | - | - |

## Culture locale et patrimoine

### Lieux et monuments
- Église Sainte-Catherine

## Pour approfondir